# John W. Norton
John Warner Norton (Lockport, 7 de marzo de 1876-Charleston, 7 de enero de 1934) fue un pintor y muralista estadounidense, pionero en este campo en los Estados Unidos.

## Biografía
Norton nació en Lockport, en el estado de Illinois, hijo de John Lyman Norton y Ada Clara Gooding Norton. La familia dirigía la empresa Norton & Co. de Lockport. El estudio de derecho de Norton en la Universidad de Harvard se interrumpió cuando la empresa de la familia quebró. Antes y después de un período de vivir como vaquero y alistarse con los Rough Riders, estudió arte en el Instituto de Arte de Chicago (1897, 1899-1901); luego enseñaría allí. Sus estudiantes incluyeron a Frances Badger. Fue influenciado por Armory Show y el grabador japonés Katsushika Hokusai.
Entre sus obras se encuentran un mural hecho en 1929 de55 m largo en el techo para el vestíbulo del antiguo Chicago Daily News Building (el mural no está instalado actualmente en este edificio, que ha sido rebautizado como Riverside Plaza; diseñado por los arquitectos Holabird & Root, 1929); el mural de Ceres en el Chicago Board of Trade Building (Holabird & Root, 1930); dos grandes murales, "Viejo Sur" y "Nuevo Sur" encargados por Holabird & Root para el Palacio de Justicia del Condado de Jefferson en Birmingham, Alabama; sus murales del Tavern Club en el edificio 333 North Michigan, Chicago (Holabird & Root, 1928); su Serie de la Herencia Estadounidense en Hamilton Park Field House, 513 W. 72nd St., Chicago; cuatro murales en el ayuntamiento de Saint Paul, en Minnesota; doce murales que comprenden La historia de la humanidad (1923) en el Museo Logan de Antropología de Beloit College, en Wisconsin; y su primer gran mural en el Cliff Dwellers Club de Chicago (1909), donde fue miembro fundador.
En el momento de su muerte el 7 de enero de 1934, en Charleston, Carolina del Sur de cáncer, era un artista popular y respetado.

## Galería

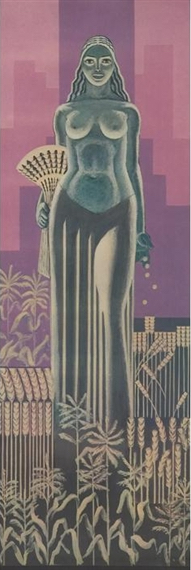
Ceres (1930)
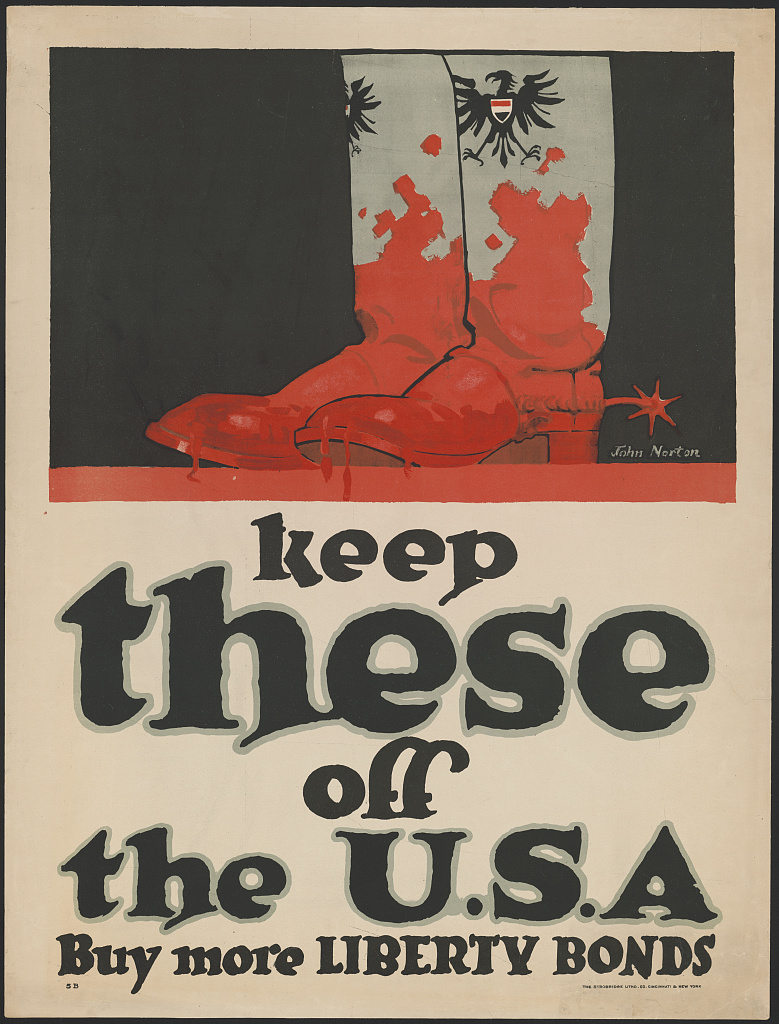
"Manténgalos fuera de los EE. UU.", (bonos de la Primera Guerra Mundial)
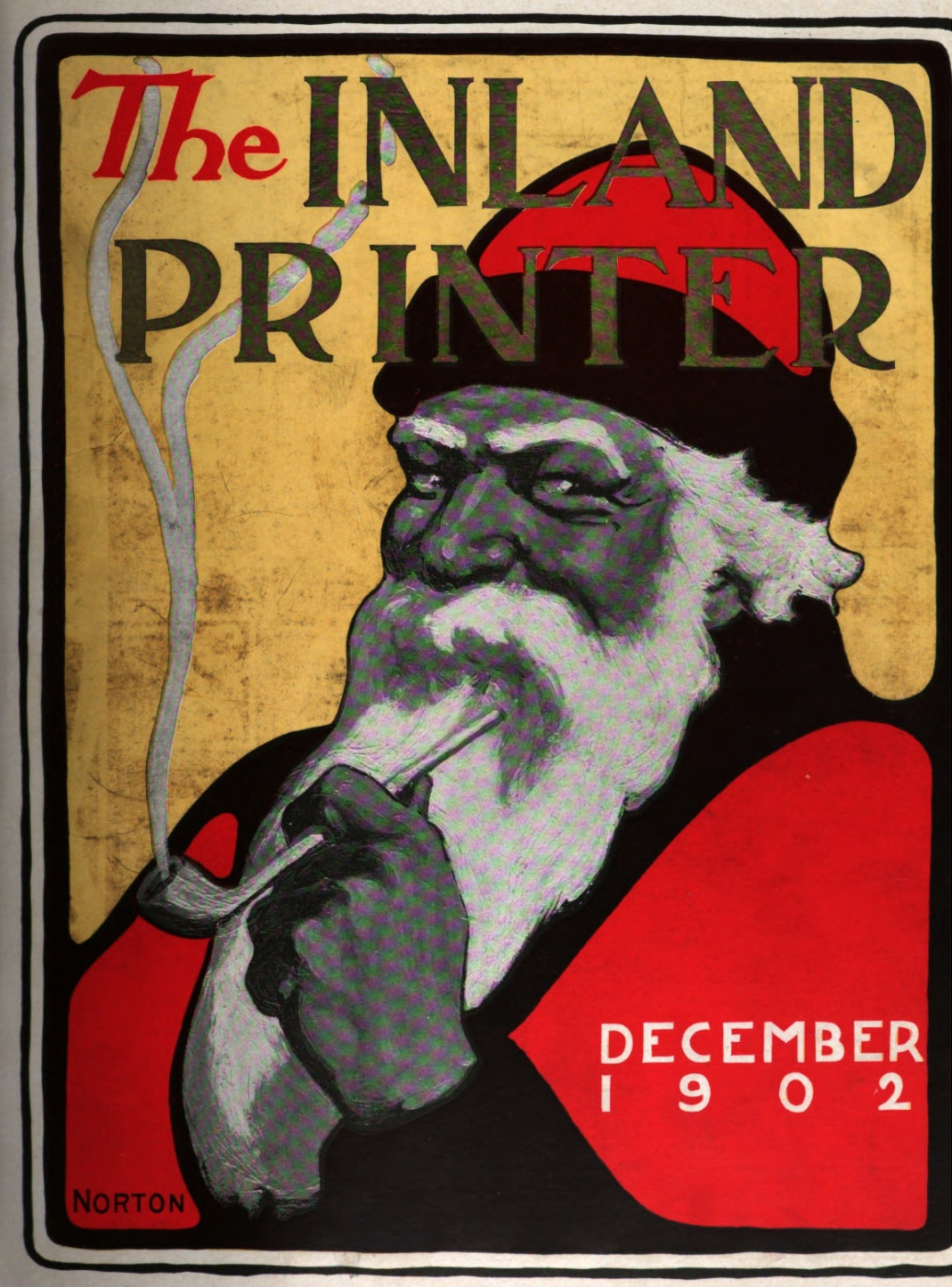
Diciembre de 1902 portada de la revista The Inland Printer.

## Premios y reconocimientos
- Medalla de oro conmemorativa francesa William MR (1924)
- Medalla de bronce de Norman Waite Harris (1926)[2]
- Maestría honoraria en Bellas Artes del Art Institute of Chicago
- Medalla de Oro de Honor por Pintura Mural de la Architectural League of New York (1931), por sus pinturas en el Tavern Club de Chicago.[2]